# 우체국예금보험지원단
우체국금융개발원은 금융의 대중화를 통하여 국민의 저축의욕을 고취하고, 보험의 보편화를 통하여 재해의 위험에 공동으로 대처하게 함으로써 국민의 경제생활의 안정과 공공복리 증진을 위해 우정사업본부에서 운영하고 있는 우체국예금보험사업 중 우체국예금·보험 연구·조사, 보험금지급 심사·조사, 콜센터 운영, 우체국예금·보험 상품개발, 집합투자증권(펀드) 판매 업무 지원,우체국보험 관련 교육, 보험회관 운영 관리 등의 업무를 지원하고 있는 미래창조과학부 산하 위탁집행형 준정부기관이다. 1966년 4월 설립되었으며 서울특별시 영등포구 경인로 88(영등포동 4가 425-2)에 위치하고 있다.